# Miriam Méndez
Miriam Méndez es concertista de piano y compositora, especialista en la fusión del flamenco con la música clásica, con elementos de pop, jazz y rock.

## Biografía
Recibió sus primeras clases de música clásica de su madre, profesora de piano, a los tres años de edad. Su padre, de etnia gitana (su madre es paya), pertenece a una familia de músicos flamencos (es hermano de La Paquera de Jerez). Estudió en el Real Conservatorio de Sevilla y en el Conservatorio de música del Liceu en Barcelona. En 1992 se trasladó a Amberes (Bélgica) para estudiar la obra de Johann Sebastian Bach con Frederick Gevers. Posteriormente trabajó con Lazar Berman en la  escuela "Incontri con Maestro", en Italia.
También toca la guitarra, es cantante, actriz y creadora de contenido.
Fue contratada para la Exposición Universal de Shanghái de 2010.
Se dio a conocer como compositora comenzó de la mano del productor Michael Haas, con quien grabó su primer disco Bach Por Flamenco. Durante dos años actuó en numerosos escenarios y festivales. Su segundo trabajo discográfico, Mozart Sueño Flamenco, surgió de un encargo del Festival Internacional de Música de Segovia para conmemorar los 250 años del aniversario Mozart. Su tercer álbum, Seduction se inspiró en sus contactos con músicos de jazz como Jerry González, Jorge Pardo, Tino di Geraldo, Yelsy Heredia y Pepe Bao, que colaboraron en la obra, marcadamente diferente en estilo de sus trabajos anteriores. En 2016, con Compassion, volvió a combinar el flamenco con elementos del jazz y el pop.
Miriam Méndez es sobrina de la cantaora de flamenco Francisca Méndez Garrido La Paquera de Jerez.
En 2023 Miriam Méndez hace una pequeña incursión como actriz en la serie Vestidas de azul un pequeño papel interpretando a la cantaora de flamenco Lola Flores. Repite de nuevo en 2024 como Lola Flores en Eva & Nicole.

## Discografía
- 2005: Bach por Flamenco
- 2017: Seduction
- 2017: Extravagances
- 2023: De Película